# Trachycosmus cockatoo
Trachycosmus cockatoo is een spinnensoort uit de familie Trochanteriidae. De soort komt voor in Victoria.